# Adamawa
Adamawa er en delstat i det nordøstlige Nigeria, ved grænsen til Kamerun. Delstatshovedstaden er byen Yola, der ligger ved floden Benue. Den var frem til 1991 en del af Gongola, som derefter blev delt i delstaterne Adamawa og Taraba. Delstaten har godt 3,1 millioner indbyggere, og er inddelt i 21 local government areas (LGAs)
Floden Benue løber gennem området fra øst mod vest, og verdensarvsstedet Sukur ligger i området.

## Eksterne kilder og henvisninger
- Store norske leksikon

9°20′N 12°26′Ø / 9.333°N 12.433°Ø